# 大离关屿
大离关屿是中国浙江省苍南县东部沿海诸岛之一。

## 历史沿革
曾名大丽关、大丽关岛、大离关岛、大离关。《浙江省海域地名录》（1988）称大离岛，曾用名大丽关。《中国海域地名志》（1989）称为大离关岛，记载称“处于两水道之间，如雄关双门紧闭，因名大丽关，谐变为大离关”。《浙江海岛志》（1998）称为大离关岛，又名大丽关岛。《全国海岛名称与代码》 （HY/T 119-2008）称为大离关岛。2010年浙江省人民政府公布的第一批无居民海岛名称称为大离关屿。

## 地理
大离关屿位于浙江省苍南县顶草峙岛西侧688米，距大陆最近点330米。陆域面积17609平方米，岸线长度539米，最高点高程36.7米。出露岩石为上侏罗统高坞组熔结凝灰岩，植被以草丛、灌木为主。